# Geneviève Claisse
Geneviève Claisse (Archivo de audio "ʒənnvjɛv klɛs" no encontrado; 17 de julio de 1935 – 30 de abril de 2018) fue una pintora geométrica francesa.
Pariente de Auguste Herbin, su vocación artística nació a través de sus lecturas en la revista Art d'aujourd'hui, tribuna de abstracción geométrica. Herbin vio la obra de Claisse por primera vez cuando tenía dieciocho años y la animó a seguir pintando. Para Herbin, Claisse era «la sucesora designada por el destino y la herencia». Al igual que Herbin, la obra de Claisse muestra una devoción a los ideales de pureza formal y perfección en la ejecución. A su temprana edad, trabajó incansablemente, a menudo de noche tras un día en el estudio, pintando cuidadosamente formas abstractas en lienzos vibrantes y coloridos.
Su primera exposición fue en 1958 en la Galerie Caille de Cambrai, En 1959, se traslada a París para compartir estudio con el propio. Allí logra exponer en la Galería Hybler de París. Dos años después, hace su primera exposición en la Galerie Denise René de París. 
En 1961, Geneviève Claisse expuso obras construidas. Estará representada de forma permanente de una exposición a otra: París, Copenhague, Leverkusen, Lausana, Londres. Fue en 1964 cuando apareció el tema de los “círculos” bajo el título “Tierra-siglo” y desarrolló las innumerables potencialidades sin modificar el diseño gráfico. Fruto de las investigaciones sobre este tema, el álbum de serigrafías "Cercles", publicado en 1967, ilustra este período.
Poco antes del tema “Círculos”, aparecieron otras formas sencillas, independientes como éste de la composición tradicional y de los procesos combinatorios: los “Triángulos”. En 1964, logró dar a sus círculos y triángulos las dimensiones arquitectónicas que les convenían: éste es el conjunto mural del vestíbulo de la empresa SCAC, cuyo edificio moderno domina las orillas del Sena en Puteaux.
En 1965, la Bienal de París distinguió su participación en rojo y blanco con “Alpha-Ville” y en blanco y negro con “Situaciones”. Las nuevas dimensiones, la permutación, no se hacen a expensas de la forma, que conserva todo su significado, ni de la composición. La construcción sigue siendo sintética, claramente y globalmente dominada por el autor, para quien la técnica está al servicio de la creación y no al revés. En enero de 1967, el Museo de Bellas Artes de La Chaux-de-Fonds exhibe obras de los últimos diez años. En la Exposición Universal de Montreal de 1967, diseñó la decoración de la cuenca del pabellón francés.
Fue la representante de Francia en la Asociación Internacional de Artes Plásticas (Unesco) entre 1986 y 1995.